# Lepidion
Lepidion è un genere di pesci ossei marini, in gran parte abissali, appartenente alla famiglia Moridae.

## Distribuzione e habitat
I membri del genere si incontrano prevalentemente nelle acque temperate dell'Oceano Atlantico orientale e del Pacifico occidentale. L. lepidion è endemica del mar Mediterraneo. Sono essenzialmente abitatori del piano batiale e del piano abissale.

## Specie
- Lepidion capensis
- Lepidion ensiferus
- Lepidion eques
- Lepidion guentheri
- Lepidion inosimae
- Lepidion lepidion
- Lepidion microcephalus
- Lepidion natalensis
- Lepidion schmidti[1]